# 林畔韦因齐尔
林畔韦因齐尔是奥地利下奥地利州克雷姆斯兰县的一个市镇。总面积44.55平方公里，总人口1296人，人口密度29.1人/平方公里（2005年）。